# Il fiacre n. 13 (film 1948)
Il fiacre n. 13 è un film del 1948 diretto da Raoul André e Mario Mattoli e tratto dall'omonimo romanzo di Xavier de Montépin.

## Trama

### Iº episodio: Delitto
1848. L'anziana contessa di Latour Vaudieu muore lasciando tutti i suoi averi al primogenito Filippo. Il secondogenito, Giorgio, istigato dall'amante Claudia, uccide il fratello e il suo medico, il dottor Marois, e poi abbandona il figlio che il fratello ha avuto da una ragazza che ha perso la memoria in seguito ad un incendio avvenuto nel fiacre n. 13. Pietro Marois, il nipote del medico, viene accusato dell'omicidio dello zio e condannato all'ergastolo.

### IIº episodio: Castigo

Leonardo Cortese e Raymond Bussières nell'episodio Castigo

Vent'anni dopo, la moglie e la figlia di Pietro riescono ad ottenere la riapertura del processo. Il giovane funzionario di polizia incaricato del caso apprende, dopo una serie di indagini, di essere il figlio di Filippo di Lautor Vaudieu abbandonato anni prima nel fiacre n. 13 in seguito alla morte del padre. Il giovane scopre anche che il dottor Marois è stato ucciso da Claudia, l'amante di Giorgio di Lautor Vaudieu, che già l'aveva aiutato a sbarazzarsi del fratello Filippo.
Ormai scoperto Giorgio sceglie la strada del suicidio e Pietro Marois, riconosciuto innocente, viene finalmente scarcerato.

## Produzione
Il film, frutto di una co-produzione italo-francese, fu girato negli stabilimenti Titanus a Roma.
La pellicola è una commistione tra due filoni molto popolari tra il pubblico italiano negli anni del secondo dopoguerra: i melodrammi sentimentali, comunemente detto strappalacrime (in seguito ribattezzato dalla critica con il termine neorealismo d'appendice) ed il poliziesco.

## Distribuzione
Il film venne distribuito nelle sale cinematografiche italiane il 28 febbraio del 1948.
In Francia arrivò nelle sale il 3 settembre del 1948 con il titolo Le Dernier Fiacre.
Fu distribuito anche nei paesi anglofoni con il titolo Cab Number 13.

## Accoglienza

### Critica
(Alberto Albertazzi, Intermezzo, 11/12 giugno 1948)

## Opere correlate
La pellicola è il rifacimento sonoro dell'omonimo film muto del 1917 diretto da Alberto Capozzi e Gero Zambuto.